# Linda Friday

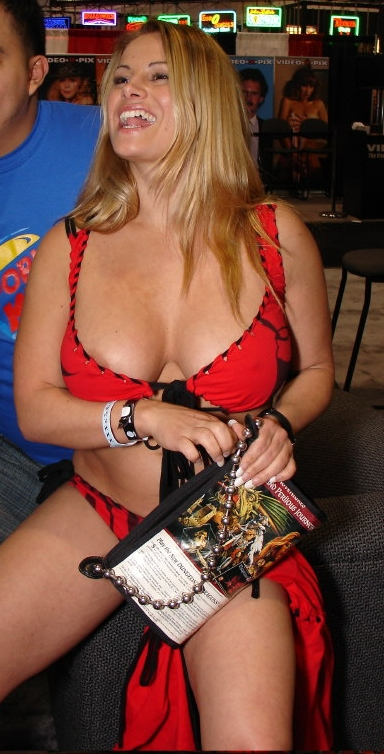
Linda Friday, 2007

Linda Friday (oder auch nur Friday, * 14. Juli 1971 als Elizen Fawn Geary in Salem, Oregon) ist eine US-amerikanische Pornodarstellerin.

## Karriere
Linda Friday begann ihre Karriere im Jahr 2000. Laut IAFD hat sie in 186 Filmen mitgespielt. Sie hatte verschiedene Auftritte in der 2003 wegen schlechter Quoten eingestellten Jenny Jones Show. Friday bekam jeweils einen AVN Award und XRCO Award für ihre Mitwirkung an The Fashionistas in der Kategorie Best Group Sex Scene.

## Filmografie (Auswahl)
- 2002/03: Ass Worship 3 & 4
- 2003: The Fashionistas
- 2003: Flesh Hunter 6
- 2004: Thank God It’s Friday

## Auszeichnungen & Nominierungen
- 2003: AVN Award – Best Group Sex Scene – The Fashionistas  (mit Taylor St. Clair, Sharon Wild and Rocco Siffredi)[2]
- 2003: XRCO Award – Best Group Sex Scene – The Fashionistas  (mit Taylor St. Clair, Sharon Wild and Rocco Siffredi)
- 2004: AVN-Award-Nominierung - Best Oral Sex Scene (Video) - Blow Me Sandwich 3